# Яшкино
Яшкино е селище от градски тип в Кемеровска област, Русия. Административен център е на Яшкински район.
Намира се на 60 km северозападно от Кемерово. Разположен е близо до р. Яя. Населението му към 2016 г. е 14 040 души.
Гара на Транссибирската железопътна линия. Има циментов завод, домостроителен комбинат, месокомбинат, хранително-вкусова промишленост.